# Euonymus nanoides
Euonymus nanoides är en benvedsväxtart som beskrevs av Ludwig Eduard Theodor Loesener och Rehder. Euonymus nanoides ingår i släktet Euonymus och familjen Celastraceae. Inga underarter finns listade.